# امامزاده محمد و ابراهیم
آرامگاه امامزادگان محمد و ابراهیم، بنایی تاریخی است مربوط به دوره_تیموریان که در محدودهٔ شهر تاریخی تون در جنوب غربی شهر فردوس و در فاصله چند متری جنوب مسجد جامع واقع شده‌است.
این اثر در تاریخ ۲۶ دی ۱۳۸۶ با شمارهٔ ثبت ۲۰۵۶۹ به‌عنوان یکی از آثار ملی ایران به ثبت رسیده‌است.